# Thomas Savery

Esquema da operação do motor Savery. O motor suga água em válvulas com a e c fechadas, e as válvulas b e d abertas. Ele empurra a água para cima com as válvulas a e c abertas e as válvulas b e d fechadas

Thomas Savery foi um membro de uma conhecida família de Devonshire, Inglaterra, nasceu em Shilston, em 1650. Foi um rapaz de educação muito esmerada; adquiriu grande gosto pela mecânica, matemática e filosofia natural, e se tornou engenheiro militar, chegando a Capitão em 1702.
Savery empenhava muito tempo para suas experiências; gostava muito de inventar e construir vários tipos de aparelhos. Ele construiu um relógio, que ainda hoje permanece na família, e é considerada uma peça de mecanismo engenhoso e de excelente qualidade. Mas se destacou mesmo com a máquina a vapor.
Ele descobriu maneiras de utilizar o vapor e sua energia para bombear água de um poço. Ele usou os trabalhos de Denis Papin, as observações de Torricelli sobre o vácuo e as de Della Porta sobre a capacidade de elevação da sucção, além da técnica de condensação proposta por Thornton. Sua pioneira máquina a vapor realmente prática possuía válvulas operadas manualmente, abertas para permitir a entrada do vapor em um recipiente fechado. Despejava-se água fria no recipiente para resfriá-lo e condensar o vapor. Uma vez condensado o vapor, abria-se uma válvula de modo que o vácuo no recipiente aspirasse à água através de um cano. A invenção do motor a vapor, no séc. XVIII, deu início à Revolução Industrial, facilitando a produção em massa nas fábricas e os transportes.
Em 1696 ele assumiu uma patente de uma máquina para polimento de vidro ou de mármore.

## Motor a vapor de Thomas Savery

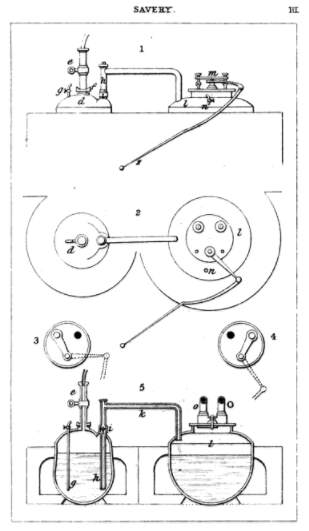
Motor a vapor criado por Thomas Savery

Em 2 de julho de 1698 Savery patenteou o que era o começo do motor a vapor, que demonstrou à Royal Society de Londres em 1699. A patente não possui ilustrações ou até mesmo descrição, mas em 1702 Savery descreveu a máquina em seu livro “The Miner´s Friend”, no qual era utilizada para drenar a água das infiltrações das minas para fora, pois no século XVI devido a grande demanda de carvão mineral e o constante crescimento da Inglaterra obrigava os mineiros escavarem cada vez mais fundo atrás de carvão e assim atingiam muitos veios d’água tornando as minas em verdadeiros poços.
Era necessário então criar mecanismos de bombeamento dessa água para fora. Nessa época já existia um método de bombear a água das minas que era através vácuo, porém esse método só funcionava a alturas inferiores a 10 metros e as minas estavam cada vez mais profundas tornando o sistema atual ineficaz (esse problema levou, no século XVII, o cientista Evangelista Torricelli – sim, o mesmo da equação – a estudar a questão, descobrindo que essa propriedade não era exclusividade da água; o mercúrio, por exemplo, subia, movido pelo vácuo, apenas 76cm. O francês Blaise Pascal postulou, nesse mesmo século, que a pressão estabelecida por uma massa de água de aproximadamente 10 metros de altura era equivalente à pressão do ar atmosférico. Por esse motivo, quando a água das minas chegava a essa altura, um equilíbrio se estabelecia e a água não subia mais. Uma das conseqüências dos estudos tanto de Evangelista Torricelli quanto de Pascal foi a invenção do barômetro).
Foi então que entrou em ação o projeto de Savery, que utilizava o vácuo para elevar a água do fundo das minas. O funcionamento era mais ou menos o seguinte: um cilindro era preenchido com vapor em alta pressão e resfriado rapidamente. Quando o vapor se condensava, um vácuo era produzido no interior do cilindro, fazendo então com que a água do fundo da mina preenchesse o espaço do cilindro. Por meio de um jogo de válvulas, a água era retida no interior do cilindro e, quando este se enchia novamente com vapor em alta pressão, a água era bombeada para fora da mina. Simples e genial! Resolvia-se assim o problema da água no fundo da mina e superava-se a dificuldade dos 10 metros de altura!
Apesar da genialidade da invenção, a máquina de Savery apresentava algumas desvantagens. A principal delas era utilização de vapor em alta pressão que muitas vezes causava explosões e acidentes.
O motor de Savery não possuía qualquer pistão, e não havia partes móveis, exceto pelas torneiras e era chamada Mine's Friend Machine (Máquina "Amiga do mineiro"). Foi substituída pelo pistão de Newcomen, com motor inventado (1705) por seu sócio Thomas Newcomen, o pistão de Newcomen, patenteado sete anos depois.
Savery morreu em Londres em 1715. Depois de sua morte, vários de seus motores sofreram melhorias, principalmente com o motor a vapor de Thomas Newcomen e, posteriormente, James Watt.